# Pays-Bas aux Jeux olympiques d'été de 2024
Les Pays-Bas participent aux Jeux olympiques de 2024 à Paris. Il s'agit de leur 28e participation à des Jeux olympiques d'été.
Le joueur de basket-ball Worthy de Jong et la handballeuse Lois Abbingh sont nommés porte-drapeau de la délégation néerlandaise.

## Nombre d’athlètes qualifiés par sport
Voici la liste des qualifiés et sélectionnés néerlandais par sport (remplaçants compris) :
| Sport                                                                               | Hommes | Femmes    | Total     |
| ----------------------------------------------------------------------------------- | ------ | --------- | --------- |
| Athlétisme                                                                          | 17     | 23        | 40        |
| Aviron                                                                              | 19     | 14        | 33        |
| Badminton                                                                           | 1      | 1         | 2         |
| Basket-ball                                                                         | 4      | 0         | 4         |
| Boxe                                                                                | 0      | 1         | 1         |
| Breakdance                                                                          | 2      | 1         | 3         |
| Canoë-kayak                                                                         | 1      | 4         | 5         |
| Cyclisme                                                                            | 10     | 14        | 24        |
| Équitation                                                                          | 4      | 5         | 9         |
| Escrime                                                                             | 1      | 0         | 1         |
| Golf                                                                                | 0      | 1         | 1         |
| Gymnastique                                                                         | 5      | 5         | 10        |
| Handball                                                                            | 0      | 14        | 14        |
| Hockey sur gazon                                                                    | 17     | 17        | 34        |
| Judo                                                                                | 5      | 5         | 10        |
| Sports aquatiques • Natation sportive • Plongeon • Natation artistique • Water-polo | 8 0    | 12 1 2 13 | 20 1 2 13 |
| Skateboard                                                                          | 0      | 2         | 2         |
| Tennis                                                                              | 4      | 2         | 6         |
| Tennis de table                                                                     | 0      | 1         | 1         |
| Tir à l'arc                                                                         | 1      | 3         | 4         |
| Triathlon                                                                           | 2      | 2         | 4         |
| Voile                                                                               | 5      | 6         | 11        |
| Volley-ball • En salle • Beach-volley                                               | 0 4    | 12 2      | 12 6      |
| Total                                                                               | 110    | 163       | 273       |

## Bilan général
| Sport               | Médaille d'or, Jeux olympiques | Médaille d'argent, Jeux olympiques | Médaille de bronze, Jeux olympiques | Total | Rang pays |
| ------------------- | ------------------------------ | ---------------------------------- | ----------------------------------- | ----- | --------- |
| Athlétisme          | 2                              | 1                                  | 3                                   | 6     | 4e        |
| Aviron              | 4                              | 3                                  | 1                                   | 8     | 1er       |
| Basket-ball         | 1                              | 0                                  | 0                                   | 1     | 2e=       |
| Cyclisme            | 3                              | 3                                  | 1                                   | 7     | 2e        |
| Équitation          | 0                              | 0                                  | 1                                   | 1     | 8e=       |
| Hockey sur gazon    | 2                              | 0                                  | 0                                   | 2     | 1er       |
| Natation            | 1                              | 0                                  | 2                                   | 3     | e         |
| Natation artistique | 0                              | 0                                  | 1                                   | 1     | 12e=      |
| Voile               | 2                              | 0                                  | 2                                   | 4     | 1er       |
| Water-polo          | 0                              | 0                                  | 1                                   | 1     | 5e=       |
| Total               | 15                             | 7                                  | 12                                  | 34    | 6e        |

| Jour       | Médaille d'or, Jeux olympiques | Médaille d'argent, Jeux olympiques | Médaille de bronze, Jeux olympiques | Total |
| ---------- | ------------------------------ | ---------------------------------- | ----------------------------------- | ----- |
| 31 juillet | 1                              | 1                                  | 1                                   | 3     |
| 1er août   | 1                              | 1                                  | 1                                   | 3     |
| 2 août     | 2                              | 1                                  | 0                                   | 3     |
| 3 août     | 2                              | 1                                  | 2                                   | 5     |
| 4 août     | 0                              | 1                                  | 0                                   | 1     |
| 5 août     | 1                              | 0                                  | 1                                   | 2     |
| 6 août     | 1                              | 0                                  | 1                                   | 2     |
| 7 août     | 1                              | 0                                  | 0                                   | 1     |
| 8 août     | 2                              | 1                                  | 2                                   | 5     |
| 9 août     | 2                              | 0                                  | 2                                   | 4     |
| 10 août    | 0                              | 1                                  | 2                                   | 3     |
| 11 août    | 2                              | 0                                  | 0                                   | 5     |
| Total      | 15                             | 7                                  | 12                                  | 34    |

| Sexe   | Médaille d'or, Jeux olympiques | Médaille d'argent, Jeux olympiques | Médaille de bronze, Jeux olympiques | Total |
| ------ | ------------------------------ | ---------------------------------- | ----------------------------------- | ----- |
| Hommes | 8                              | 5                                  | 8                                   | 21    |
| Femmes | 6                              | 2                                  | 4                                   | 12    |
| Mixte  | 1                              | 0                                  | 0                                   | 1     |
| Total  | 15                             | 7                                  | 12                                  | 34    |

## Médaillés
Légende
- Hommes
- Femmes
- Mixte

### Médailles d'or
| Sport              | Discipline / Épreuve | Discipline / Épreuve                          | Athlète(s) | Performance                            | Date       |
| ------------------ | -------------------- | --------------------------------------------- | --- | -------------------------------------- | ---------- |
| Aviron             | Quatre de couple     | Compétition masculine                         | Lennart van Lierop Finn Florijn Tone Wieten Koen Metsemakers | 5 min 42 s 00                          | 31 juillet |
| Aviron             | Quatre sans barreur  | Compétition féminine                          | Benthe Boonstra Hermijntje Drenth Tinka Offereins Marloes Oldenburg | 6 min 27 s 13                          | 1er août   |
| Aviron             | Deux sans barreur    | Compétition féminine                          | Ymkje Clevering Veronique Meester | 6 min 58 s 67                          | 2 août     |
| Voile              | 49er FX              | Compétition féminine                          | Odile van Aanholt Annette Duetz | 74 points                              | 2 août     |
| Aviron             | Skiff                | Compétition féminine                          | Karolien Florijn | 7 min 17 s 28                          | 3 août     |
| Athlétisme         | 4 × 400 m            | Compétition mixte (hommes et femmes mélangés) | Isaya Klein Ikkink Lieke Klaver Eugene Omalla Cathelijn Peeters Femke Bol | 3 min 7 s 43                           | 3 août     |
| Basket-ball 3x3    | Tournoi masculin     | Compétition masculine                         | Worthy de Jong Arvin Slagter Jan Driessen Dimeo van der Horst | Battent France 18 - 17                 | 5 août     |
| Cyclisme sur piste | Vitesse par équipes  | Compétition masculine                         | Roy van den Berg Jeffrey Hoogland Harrie Lavreysen | 40 s 949                               | 6 août     |
| Voile              | Laser radial         | Compétition féminine                          | Marit Bouwmeester | 38 points                              | 7 août     |
| Natation           | 10 km en eau libre   | Compétition féminine                          | Sharon van Rouwendaal | 2 h 3 min 34 s 2                       | 8 août     |
| Hockey sur gazon   | Tournoi masculin     | Compétition masculine                         | Lars Balk Koen Bijen Pirmin Blaak Justen Blok Thierry Brinkman Jorrit Croon Jonas de Geus Joep de Mol Derck de Vilder Tjep Hoedemakers Jip Janssen Floris Middendorp Tijmen Reyenga Duco Telgenkamp Seve van Ass Thijs van Dam Steijn van Heijningen Floris Wortelboer | Battent Allemagne 1 - 1 (3-1 t. a. b.) | 8 août     |
| Cyclisme sur piste | Vitesse individuelle | Compétition masculine                         | Harrie Lavreysen | Bat Matthew Richardson 2 - 0           | 9 août     |
| Hockey sur gazon   | Tournoi féminin      | Compétition féminine                          | Anne Veenendaal Luna Fokke Freeke Moes Lisa Post Xan de Waard Yibbi Jansen Renée van Laarhoven Felice Albers Maria Verschoor Sanne Koolen Frédérique Matla Joosje Burg Marleen Jochems Pien Sanders Marijn Veen Laura Nunnink Pien Dicke                               | Battent Chine 1 - 1 (3-1 t. a. b.)     | 9 août     |
| Athlétisme         | Marathon             | Compétition féminine                          | Sifan Hassan | 2 h 22 min 55 s                        | 11 août    |
| Cyclisme sur piste | Keirin               | Compétition masculine                         | Harrie Lavreysen | Devance Matthew Richardson de 0 s 056  | 11 août    |

### Médailles d'argent
| Sport              | Discipline / Épreuve | Discipline / Épreuve  | Athlète(s) | Performance    | Date       |
| ------------------ | -------------------- | --------------------- | --- | -------------- | ---------- |
| Aviron             | Quatre de couple     | Compétition féminine  | Laila Youssifou Bente Paulis Roos de Jong Tessa Dullemans                                                                               | 6 min 16 s 46  | 31 juillet |
| Aviron             | Deux de couple       | Compétition masculine | Stef Broenink Melvin Twellaar | 6 min 13 s 92  | 1er août   |
| BMX                | Racing               | Compétition féminine  | Manon Veenstra | 0 s 723        | 2 août     |
| Aviron             | Huit                 | Compétition masculine | Ralf Rienks Olav Molenaar Sander de Graaf Ruben Knab Gert-Jan van Doorn Jacob van de Kerkhof Jan van der Bij Mick Makker Dieuwke Fetter | 5 min 23 s 92  | 3 août     |
| Cyclisme sur route | Course en ligne      | Compétition féminine  | Marianne Vos | 4 h 0 min 21 s | 4 août     |
| Cyclisme sur piste | Keirin               | Compétition féminine  | Hetty van de Wouw | +0 s 062       | 8 août     |
| Athlétisme         | Relais 4 × 400 m     | Compétition féminine  | Eveline Saalberg Lieke Klaver Myrte van der Schoot Lisanne de Witte                                                                     | 3 min 19 s 50  | 10 août    |

### Médailles de bronze
| Sport               | Discipline / Épreuve        | Discipline / Épreuve                          | Athlète(s) | Performance                | Date       |
| ------------------- | --------------------------- | --------------------------------------------- | --- | -------------------------- | ---------- |
| Natation            | 200 m brasse                | Compétition masculine                         | Caspar Corbeau | 2 min 7 s 90               | 31 juillet |
| Natation            | 200 m brasse                | Compétition féminine                          | Tes Schouten | 2 min 21 s 05              | 1er août   |
| Aviron              | Skiff                       | Compétition masculine                         | Simon van Dorp | 6 min 44 s 72              | 3 août     |
| Voile               | IQFoil                      | Compétition masculine                         | Luuc van Opzeeland | -                          | 3 août     |
| Athlétisme          | 5 000 m                     | Compétition féminine                          | Sifan Hassan | 14 min 30 s 61             | 5 août     |
| Équitation          | Saut d'obstacles individuel | Compétition mixte (hommes et femmes mélangés) | Maikel Van der Vleuten | 39 s 12                    | 6 août     |
| Voile               | Formula Kite                | Compétition féminine                          | Annelous Lammerts | -                          | 8 août     |
| Athlétisme          | 400 m haies                 | Compétition féminine                          | Femke Bol | 52 s 15                    | 8 août     |
| Cyclisme sur piste  | Course à l'américaine       | Compétition féminine                          | Lisa van Belle Maike van der Duin | 28 points                  | 9 août     |
| Athlétisme          | 10 000 m                    | Compétition féminine                          | Sifan Hassan | 30 min 44 s 12             | 9 août     |
| Water-polo          | Tournoi féminin             | Compétition féminine                          | Laura Aarts Nina ten Broek Sarah Buis Kittylynn Joustra Maartje Keuning Lola Moolhuijzen Bente Rogge Lieke Rogge Vivian Sevenich Brigitte Sleeking Simone van de Kraats Sabrina van der Sloot Iris Wolves | Battent États-Unis 11 à 10 | 10 août    |
| Natation artistique | Duo                         | Compétition féminine                          | Bregje de Brouwer Noortje de Brouwer | 558,3963 points            | 10 août    |

## Résultats

### Athlétisme

#### Hommes
| Athlète(s)                                            | Épreuve          | Premier tour (ou tour préliminaire) | Premier tour (ou tour préliminaire) | Repêchage (ou premier tour) | Repêchage (ou premier tour) | Demi-finale   | Demi-finale | Finale          | Finale   |
| Athlète(s)                                            | Épreuve          | Temps                               | Rang                                | Temps                       | Rang                        | Temps         | Rang        | Temps           | Rang     |
| ----------------------------------------------------- | ---------------- | ----------------------------------- | ----------------------------------- | --------------------------- | --------------------------- | ------------- | ----------- | --------------- | -------- |
| Liemarvin Bonevacia                                   | 400 m            | Forfait                             | Forfait                             | Forfait                     | Forfait                     | Forfait       | Forfait     | Forfait         | Forfait  |
| Ryan Clarke                                           | 800 m            | 1 min 45 s 56                       | 5e                                  | 1 min 44 s 70               | 5e                          | Éliminé       | Éliminé     | Éliminé         | Éliminé  |
| Niels Laros                                           | 1 500 m          | 3 min 35 s 38                       | 4e                                  | Exempté                     | Exempté                     | 3 min 32 s 22 | 4e          | 3 min 29 s 54   | 6e       |
| Stefan Nillessen                                      | 1 500 m          | 3 min 36 s 77                       | 1er                                 | Exempté                     | Exempté                     | 3 min 32 s 73 | 5e          | 3 min 30 s 75   | 9e       |
| Mike Foppen                                           | 5 000 m          | 14 min 37 s 34                      | 19e                                 | Non disputé                 | Non disputé                 | Non disputé   | Non disputé | 13 min 21 s 56  | 13e      |
| Khalid Choukoud                                       | Marathon         | Non disputé                         | Non disputé                         | Non disputé                 | Non disputé                 | Non disputé   | Non disputé | 2 h 25 min 25 s | 58e      |
| Abdi Nageeye                                          | Marathon         | Non disputé                         | Non disputé                         | Non disputé                 | Non disputé                 | Non disputé   | Non disputé | Abandon         | Abandon  |
| Nick Smidt                                            | 400 m haies      | 48 min 64 s                         | 6e                                  | Exempté                     | Exempté                     | 46 s 91       | 6e          | Éliminé         | Éliminé  |
| Onyema Adigida Elvis Afrifa Taymir Burnet Nsikak Ekpo | Relais 4 × 100 m | 38 s 48                             | 8e                                  | Non disputé                 | Non disputé                 | Non disputé   | Non disputé | Éliminés        | Éliminés |

| Athlètes          | Épreuve           | Qualification | Qualification | Finale      | Finale  |
| Athlètes          | Épreuve           | Performance   | Rang          | Performance | Rang    |
| ----------------- | ----------------- | ------------- | ------------- | ----------- | ------- |
| Menno Vloon       | Saut à la perche  | 5,75 m        | 6e            | 5,70 m      | 11e     |
| Denzel Comenentia | Lancer du marteau | 74,31 m       | 9e            | Éliminé     | Éliminé |

| Athlète     | Épreuve  | 100 m   | SL     | LP      | SH     | 400 m   | 110 m H | LD      | SP     | LJ      | 1 500 m       | Total | Rang |
| ----------- | -------- | ------- | ------ | ------- | ------ | ------- | ------- | ------- | ------ | ------- | ------------- | ----- | ---- |
| Sven Roosen | Résultat | 10 s 52 | 7,56 m | 15,10 m | 1,87 m | 46 s 40 | 13 s 99 | 46,88 m | 4,70 m | 63,72 m | 4 min 18 s 55 | 8 607 | 4e   |
| Sven Roosen | Points   | 970     | 950    | 796     | 687    | 988     | 976     | 806     | 849    | 794     | 821           | 8 607 | 4e   |
| Rik Taam    | Résultat | 10 s 64 | 7,27 m | 14,27 m | 1,93 m | 47 s 73 | 14 s 78 | 39,31 m | 4,70 m | 57,08 m | 4 min 24 s 82 | 8 046 | 16e  |
| Rik Taam    | Points   | 942     | 878    | 745     | 740    | 922     | 876     | 651     | 819    | 694     | 779           | 8 046 | 16e  |

#### Femmes
| Athlète(s)                                                                                              | Épreuve          | Premier tour (ou tour préliminaire) | Premier tour (ou tour préliminaire) | Repêchage (ou premier tour) | Repêchage (ou premier tour) | Demi-finale | Demi-finale | Finale          | Finale                              |
| Athlète(s)                                                                                              | Épreuve          | Temps                               | Rang                                | Temps                       | Rang                        | Temps       | Rang        | Temps           | Rang                                |
| --- | ---------------- | ----------------------------------- | ----------------------------------- | --------------------------- | --------------------------- | ----------- | ----------- | --------------- | ----------------------------------- |
| Tasa Jiya                                                                                               | 200 m            | 22 s 74                             | 2e                                  | Exemptée                    | Exemptée                    | 22 s 81     | 6e          | Éliminée        | Éliminée                            |
| Lieke Klaver                                                                                            | 400 m            | 49 s 96                             | 2e                                  | Exemptée                    | Exemptée                    | 50 s 44     | 4e          | Éliminée        | Éliminée                            |
| Sifan Hassan                                                                                            | 5 000 m          | 14 min 57 s 65                      | 2e                                  | Non disputé                 | Non disputé                 | Non disputé | Non disputé | 14 min 30 s 31  | Médaille de bronze, Jeux olympiques |
| Sifan Hassan                                                                                            | 10 000 m         | Non disputé                         | Non disputé                         | Non disputé                 | Non disputé                 | Non disputé | Non disputé | 30 min 44 s 12  | Médaille de bronze, Jeux olympiques |
| Sifan Hassan                                                                                            | Marathon         | Non disputé                         | Non disputé                         | Non disputé                 | Non disputé                 | Non disputé | Non disputé | 2 h 22 min 55 s | Médaille d'or, Jeux olympiques      |
| Maureen Koster                                                                                          | 5 000 m          | 15 min 3 s 66                       | 10e                                 | Non disputé                 | Non disputé                 | Non disputé | Non disputé | Éliminée        | Éliminée                            |
| Diane van Es                                                                                            | 10 000 m         | Non disputé                         | Non disputé                         | Non disputé                 | Non disputé                 | Non disputé | Non disputé | 31 min 25 s 51  | 16e                                 |
| Anne Luijten                                                                                            | Marathon         | Non disputé                         | Non disputé                         | Non disputé                 | Non disputé                 | Non disputé | Non disputé | 2 h 33 min 42 s | 50e                                 |
| Maayke Tjin-A-Lim                                                                                       | 100 m haies      | 12 s 98                             | 7e                                  | 12 s 87                     | 2e                          | 13 s 03     | 7e          | Éliminée        | Éliminée                            |
| Nadine Visser                                                                                           | 100 m haies      | 12 s 53                             | 1re                                 | Exemptée                    | Exemptée                    | 12 s 43     | 2e          | 12 s 43         | 4e                                  |
| Femke Bol                                                                                               | 400 m haies      | 53 s 38                             | 1re                                 | Exemptée                    | Exemptée                    | 52 s 57     | 1re         | 52 s 15         | Médaille de bronze, Jeux olympiques |
| Cathelijn Peeters                                                                                       | 400 m haies      | 54 s 84                             | 4e                                  | Exemptée                    | Exemptée                    | 55 s 20     | 7e          | Éliminée        | Éliminée                            |
| Minke Bisschops Tasa Jiya Isabel van den Berg Marije van Hunenstijn                                     | Relais 4 × 100 m | 42 s 64                             | 5e                                  | Non disputé                 | Non disputé                 | Non disputé | Non disputé | 42 s 74         | 7e                                  |
| Lisanne de Witte Lieke Klaver Femke Bol Cathelijn Peeters Eveline Saalberg (s) Myrte van der Schoot (s) | Relais 4 × 400 m | 3 min 25 s 03                       | 2e                                  | Non disputé                 | Non disputé                 | Non disputé | Non disputé | 3 min 19 s 50   | Médaille d'argent, Jeux olympiques  |

| Athlète             | Épreuve          | Qualification | Qualification | Finale      | Finale   |
| Athlète             | Épreuve          | Performance   | Rang          | Performance | Rang     |
| ------------------- | ---------------- | ------------- | ------------- | ----------- | -------- |
| Pauline Hondema     | Saut en longueur | 6,55 m        | 14e           | Éliminée    | Éliminée |
| Alida van Daalen    | Lancer du poids  | 16,53 m       | 26e           | Éliminée    | Éliminée |
| Jorinde van Klinken | Lancer du poids  | 16,35 m       | 28e           | Éliminée    | Éliminée |
| Jessica Schilder    | Lancer du poids  | 18,92 m       | 4e            | 18,91 m     | 6e       |
| Alida van Daalen    | Lancer du disque | 62<0,19 m     | 16e           | Éliminée    | Éliminée |
| Jorinde van Klinken | Lancer du disque | 64,81 m       | 5e            | 63,35 m     | 7e       |

| Athlète          | Épreuve  | 100 m H | SH     | LP      | 200 m   | SL     | LJ      | 800 m         | Total   | Rang    |
| ---------------- | -------- | ------- | ------ | ------- | ------- | ------ | ------- | ------------- | ------- | ------- |
| Anouk Vetter     | Résultat | 13 s 49 | 1,74 m | 15,07 m | 24 s 36 | 6,12 m | Abandon | Abandon       | Abandon | Abandon |
| Anouk Vetter     | Points   | 1 052   | 903    | 866     | 946     | 887    | Abandon | Abandon       | Abandon | Abandon |
| Emma Oosterwegel | Résultat | 13 s 41 | 1,74 m | 14,54 m | 24 s 35 | 5,68 m | 52,39 m | 2 min 8 s 67  | 6 386   | 7e      |
| Emma Oosterwegel | Points   | 1 063   | 903    | 830     | 947     | 753    | 906     | 984           | 6 386   | 7e      |
| Sofie Dokter     | Résultat | 13 s 57 | 1,86 m | 13,97 m | 23 s 73 | 6,26 m | 42,46 m | 2 min 13 s 52 | 5 452   | 6e      |
| Sofie Dokter     | Points   | 1 040   | 1 054  | 792     | 1 007   | 930    | 715     | 914           | 5 452   | 6e      |

#### Mixte
| Athlètes                                                                      | Épreuve          | Premier tour  | Premier tour | Finale       | Finale                         |
| Athlètes                                                                      | Épreuve          | Temps         | Rang         | Temps        | Rang                           |
| ----------------------------------------------------------------------------- | ---------------- | ------------- | ------------ | ------------ | ------------------------------ |
| Isaya Klein Ikkink Lieke Klaver Eugene Omalla Femke Bol Cathelijn Peeters (s) | Relais 4 × 400 m | 3 min 10 s 81 | 2e           | 3 min 7 s 43 | Médaille d'or, Jeux olympiques |

### Aviron
| Athlète(s) | Compétition         | Série         | Série | Repêchage     | Repêchage | Quart de finale | Quart de finale | Demi-finale   | Demi-finale | Finale                 | Finale                              |
| Athlète(s) | Compétition         | Temps         | Rang  | Temps         | Rang      | Temps           | Rang            | Temps         | Rang        | Temps                  | Rang                                |
| --- | ------------------- | ------------- | ----- | ------------- | --------- | --------------- | --------------- | ------------- | ----------- | ---------------------- | ----------------------------------- |
| Simon van Dorp | Skiff               | 6 min 49 s 93 | 1er   | Exempté       | Exempté   | 6 min 49 s 96   | 1er             | 6 min 42 s 39 | 1er         | Finale A 6 min 44 s 72 | Médaille de bronze, Jeux olympiques |
| Stef Broenink Melvin Twellaar | Deux de couple      | 6 min 14 s 13 | 1er   | Exemptés      | Exemptés  | Non disputé     | Non disputé     | 6 min 13 s 60 | 1er         | Finale A 6 min 13 s 92 | Médaille d'argent, Jeux olympiques  |
| Finn Florijn Koen Metsemakers Lennart van Lierop Tone Wieten                                                                           | Quatre de couple    | 5 min 41 s 69 | 1er   | Exemptés      | Exemptés  | Non disputé     | Non disputé     | Non disputé   | Non disputé | Finale A 5 min 42 s 00 | Médaille d'or, Jeux olympiques      |
| Eli Brouwer Guus Molle Rik Rienk Nelson Ritsema                                                                                        | Quatre sans barreur | 6 min 8 s 75  | 4e    | 5 min 56 s 68 | 4e        | Non disputé     | Non disputé     | Non disputé   | Non disputé | Finale B 5 min 56 s 35 | 7e                                  |
| Ralf Rienks Olav Molenaar Sander de Graaf Ruben Knab Gertjan van Doorn Jacob van de Kerkhof Jan van der Bij Mick Makker Dieuwke Fetter | Huit                | 5 min 31 s 82 | 2e    | 5 min 27 s 58 | 1er       | Non disputé     | Non disputé     | Non disputé   | Non disputé | Finale A 5 min 23 s 92 | Médaille d'argent, Jeux olympiques  |

| Athlète(s)                                                          | Compétition         | Série         | Série | Repêchage    | Repêchage | Quart de finale | Quart de finale | Demi-finale   | Demi-finale | Finale                 | Finale                             |
| Athlète(s)                                                          | Compétition         | Temps         | Rang  | Temps        | Rang      | Temps           | Rang            | Temps         | Rang        | Temps                  | Rang                               |
| ------------------------------------------------------------------- | ------------------- | ------------- | ----- | ------------ | --------- | --------------- | --------------- | ------------- | ----------- | ---------------------- | ---------------------------------- |
| Karolien Florijn                                                    | Skiff               | 7 min 36 s 90 | 1re   | Exemptée     | Exemptée  | 7 min 29 s 07   | 1re             | 7 min 21 s 26 | 1re         | Finale A 7 min 17 s 28 | Médaille d'or, Jeux olympiques     |
| Lisa Scheenaard Martine Veldhuis                                    | Deux de couple      | 7 min 4 s 56  | 4e    | 7 min 8 s 42 | 1re       | Non disputé     | Non disputé     | 6 min 50 s 20 | 2e          | Finale A 6 min 54 s 24 | 4e                                 |
| Roos de Jong Tessa Dullemans Bente Paulis Laila Youssifou           | Quatre de couple    | 6 min 17 s 12 | e     | Exemptées    | Exemptées | Non disputé     | Non disputé     | Non disputé   | Non disputé | Finale A 6 min 16 s 46 | Médaille d'argent, Jeux olympiques |
| Ymkje Clevering Veronique Meester                                   | Deux sans barreur   | 7 min 17 s 81 | 1re   | Exemptées    | Exemptées | Non disputé     | Non disputé     | 7 min 10 s 16 | 1re         | Finale A 6 min 58 s 67 | Médaille d'or, Jeux olympiques     |
| Benthe Boonstra Hermijntje Drenth Tinka Offereins Marloes Oldenburg | Quatre sans barreur | 6 min 43 s 71 | 1re   | Exemptées    | Exemptées | Non disputé     | Non disputé     | Non disputé   | Non disputé | Finale A 6 min 27 s 13 | Médaille d'or, Jeux olympiques     |

### Badminton
| Athlète(s)                 | Compétition  | Phase de groupes                                    | Phase de groupes                | Phase de groupes                             | Phase de groupes | 8e de finale        | Quarts de finale    | Demi-finale         | Finale / 3e place   | Finale / 3e place |
| Athlète(s)                 | Compétition  | Adversaire Résultat                                 | Adversaire Résultat             | Adversaire Résultat                          | Rang             | Adversaire Résultat | Adversaire Résultat | Adversaire Résultat | Adversaire Résultat | Rang              |
| -------------------------- | ------------ | --------------------------------------------------- | ------------------------------- | -------------------------------------------- | ---------------- | ------------------- | ------------------- | ------------------- | ------------------- | ----------------- |
| Robin Tabeling Selena Piek | Double mixte | Puavaranukroh / Taerattanachai Défaite 14-21, 16-21 | Seo / Chae Défaite 16-21, 12-21 | K. Mammeri / T. Mammeri Victoire 21-18, 21-9 | 3e du gr. B      | Éliminés            | Éliminés            | Éliminés            | Éliminés            | 9e                |

### Basket-ball
| Équipe                                                                | Épreuve          | Phase de poules      | Phase de poules        | Phase de poules      | Phase de poules       | Phase de poules        | Phase de poules         | Phase de poules          | Phase de poules | Quart de finale     | Demi-finale            | Finale / MB              | Rang                           |
| Équipe                                                                | Épreuve          | Adversaire Résultat  | Adversaire Résultat    | Adversaire Résultat  | Adversaire Résultat   | Adversaire Résultat    | Adversaire Résultat     | Adversaire Résultat      | Rang            | Adversaire Résultat | Adversaire Résultat    | Adversaire Résultat      | Rang                           |
| --------------------------------------------------------------------- | ---------------- | -------------------- | ---------------------- | -------------------- | --------------------- | ---------------------- | ----------------------- | ------------------------ | --------------- | ------------------- | ---------------------- | ------------------------ | ------------------------------ |
| • Worthy de Jong • Arvin Slagter • Jan Driessen • Dimeo van der Horst | Tournoi masculin | Chine Victoire 21-16 | Lettonie Défaite 12-21 | Serbie Défaite 19-21 | France Victoire 20-13 | Pologne Victoire 21-17 | Lituanie Victoire 19-18 | États-Unis Victoire 21-6 | 2e              | Exemptés            | Lituanie Victoire 20-9 | France Victoire 18-17 Pr | Médaille d'or, Jeux olympiques |

### Boxe
| Athlète         | Catégorie             | 16e de finale       | 8e de finale        | Quart de finale      | Demi-finale         | Finale              | Rang |
| Athlète         | Catégorie             | Adversaire Résultat | Adversaire Résultat | Adversaire Résultat  | Adversaire Résultat | Adversaire Résultat | Rang |
| --------------- | --------------------- | ------------------- | ------------------- | -------------------- | ------------------- | ------------------- | ---- |
| Chelsey Heijnen | Poids légers (-60 kg) | Exemptée            | Won Victoire 4-1    | Ferreira Défaite 0-5 | Éliminée            | Éliminée            | 5e   |

### Breakdance
| Athlète          | Surnom | Catégorie | Phase préliminaire           | Phase préliminaire          | Phase préliminaire           | Quart de finale                  | Demi-finale                 | Finale                      | Rang |
| Athlète          | Surnom | Catégorie | Tour 1                       | Tour 2                      | Tour 3                       | Adversaire Résultat (Votes)      | Adversaire Résultat (Votes) | Adversaire Résultat (Votes) | Rang |
| Athlète          | Surnom | Catégorie | Adversaire Résultat (Votes)  | Adversaire Résultat (Votes) | Adversaire Résultat (Votes)  | Adversaire Résultat (Votes)      | Adversaire Résultat (Votes) | Adversaire Résultat (Votes) | Rang |
| ---------------- | ------ | --------- | ---------------------------- | --------------------------- | ---------------------------- | -------------------------------- | --------------------------- | --------------------------- | ---- |
| Lee-Lou Demierre | Lee    | B-Boys    | Hong10 Victoire 2(13) - 0(5) | Jeffro Défaite 0(2) - 2(16) | Lagaet Victoire 2(14) - 0(4) | Phil Wizard Défaite 0(8) - 3(19) | Éliminé                     | Éliminé                     | 6e   |
| Menno van Gorp   | Menno  | B-Boys    | Amir Victoire 2(17) - 0(1)   | Quake Victoire 2(15) - 0(3) | Billy Victoire 2(17) - 0(1)  | Shigkix Défaite 0(5) - 3(22)     | Éliminé                     | Éliminé                     | 7e   |

| Athlète       | Surnom | Catégorie | Pré-qualification            | Phase préliminaire            | Phase préliminaire          | Phase préliminaire          | Quart de finale              | Demi-finale                 | Finale                      | Rang |
| Athlète       | Surnom | Catégorie | Pré-qualification            | Tour 1                        | Tour 2                      | Tour 3                      | Adversaire Résultat (Votes)  | Adversaire Résultat (Votes) | Adversaire Résultat (Votes) | Rang |
| Athlète       | Surnom | Catégorie | Adversaire Résultat (Votes)  | Adversaire Résultat (Votes)   | Adversaire Résultat (Votes) | Adversaire Résultat (Votes) | Adversaire Résultat (Votes)  | Adversaire Résultat (Votes) | Adversaire Résultat (Votes) | Rang |
| ------------- | ------ | --------- | ---------------------------- | ----------------------------- | --------------------------- | --------------------------- | ---------------------------- | --------------------------- | --------------------------- | ---- |
| India Sardjoe | India  | B-Girls   | Talash Victoire 3(27) - 0(0) | Vanessa Victoire 2(15) - 0(3) | Sunny Victoire 2(18) - 0(0) | 671 Victoire 2(15) - 0(3)   | Ayumi Victoire 2(17) - 1(10) | Ami Défaite 1(10) - 2(17)   | 671 Défaite 1(8) - 2(19)    | 4e   |

### Canoë-kayak

#### Course en ligne
| Athlète                      | Compétition | Séries        | Séries | Quarts de finale | Quarts de finale | Demi-finales  | Demi-finales | Finales A, B, C        | Finales A, B, C |
| Athlète                      | Compétition | Temps         | Rang   | Temps            | Rang             | Temps         | Rang         | Temps                  | Rang            |
| ---------------------------- | ----------- | ------------- | ------ | ---------------- | ---------------- | ------------- | ------------ | ---------------------- | --------------- |
| Selma Konijn                 | K1 500 m    | 1 min 49 s 28 | 2e     | Exemptée         | Exemptée         | 1 min 52 s 50 | 5e           | Finale C 1 min 50 s 56 | 17e             |
| Ruth Vorsselman              | K1 500 m    | 1 min 56 s 88 | 4e     | 1 min 52 s 35    | 2e               | 1 min 54 s 91 | 8e           | Éliminée               | Éliminée        |
| Selma Konijn Ruth Vorsselman | K2 500 m    | 1 min 43 s 91 | 4e     | 1 min 40 s 93    | 1re              | 1 min 39 s 49 | 3e           | Finale A 1 min 41 s 26 | 8e              |

#### Slalom
| Athlète        | Compétition | Éliminatoires | Éliminatoires | Éliminatoires | Éliminatoires | Éliminatoires  | Éliminatoires | Demi-finales | Demi-finales | Finale   | Finale   |
| Athlète        | Compétition | Manche 1      | Manche 1      | Manche 2      | Manche 2      | Meilleur temps | Rang          | Demi-finales | Demi-finales | Finale   | Finale   |
| Athlète        | Compétition | Temps         | Rang          | Temps         | Rang          | Meilleur temps | Rang          | Temps        | Rang         | Temps    | Rang     |
| -------------- | ----------- | ------------- | ------------- | ------------- | ------------- | -------------- | ------------- | ------------ | ------------ | -------- | -------- |
| Joris Otten    | C1 hommes   | 101 s 92      | 8e            | 110 s 93      | 17e           | 101 s 92       | 17e           | Éliminé      | Éliminé      | Éliminé  | Éliminé  |
| Lena Teunissen | C1 femmes   | 115 s 51      | 18e           | 105 s 33      | 4e            | 105 s 33       | 8e            | 122 s 82     | 16e          | Éliminée | Éliminée |
| Martina Wegman | K1 femmes   | 98 s 00       | 10e           | 100 s 61      | 19e           | 98 s 00        | 16e           | 102 s 38     | 13e          | Éliminée | Éliminée |

| Athlète        | Compétition | Contre-la-montre | Contre-la-montre | Premier tour | Repêchage | Séries  | Quarts de finale | Demi- finales | Finale   | Classement final |
| Athlète        | Compétition | Temps            | Rang             | Rang         | Rang      | Rang    | Rang             | Rang          | Rang     | Classement final |
| -------------- | ----------- | ---------------- | ---------------- | ------------ | --------- | ------- | ---------------- | ------------- | -------- | ---------------- |
| Joris Otten    | KX1 hommes  | 75 s 95          | 29e              | 3e           | 3e        | Éliminé | Éliminé          | Éliminé       | Éliminé  | 35e              |
| Lena Teunissen | KX1 femmes  | 72 s 24          | 14e              | 2e           | Exemptée  | 3e      | Éliminée         | Éliminée      | Éliminée | 19e              |
| Martina Wegman | KX1 femmes  | 78 s 64          | 29e              | 2e           | Exemptée  | 3e      | Éliminée         | Éliminée      | Éliminée | 21e              |

### Cyclisme

#### BMX
| Athlète           | Compétition | Quarts de finale | Quarts de finale | Repêchage | Repêchage | Demi-finale | Demi-finale | Finale   | Finale                             |
| Athlète           | Compétition | Points           | Rang             | Temps     | Rang      | Points      | Rang        | Temps    | Rang                               |
| ----------------- | ----------- | ---------------- | ---------------- | --------- | --------- | ----------- | ----------- | -------- | ---------------------------------- |
| Jaymio Brink      | Hommes      | 17               | 17e              | 34 s 253  | 4e        | 17          | 10e         | Éliminé  | Éliminé                            |
| Dave van der Burg | Hommes      | 16               | 15e              | 34 s 818  | 5e        | Éliminé     | Éliminé     | Éliminé  | Éliminé                            |
| Laura Smulders    | Femmes      | 8                | 6e               | Exemptée  | Exemptée  | 9           | 4e          | 35 s 745 | 4e                                 |
| Merel Smulders    | Femmes      | 11               | 10e              | Exemptée  | Exemptée  | 19          | 12e         | Éliminée | Éliminée                           |
| Manon Veenstra    | Femmes      | 7                | 5e               | Exemptée  | Exemptée  | 9           | 3e          | 34 s 954 | Médaille d'argent, Jeux olympiques |

#### Piste
| Athlète                                               | Compétition                 | Qualification        | Qualification | 32e de finale                   | Repêchage 1                     | 16e de finale                   | Repêchage 2                     | 8e de finale                    | Repêchage 3                     | Quarts de finale                                                  | Demi-finale                                                           | Finale Match de classement                                      | Finale Match de classement     |
| Athlète                                               | Compétition                 | Temps Vitesse (km/h) | Rang          | Adversaire Temps Vitesse (km/h) | Adversaire Temps Vitesse (km/h) | Adversaire Temps Vitesse (km/h) | Adversaire Temps Vitesse (km/h) | Adversaire Temps Vitesse (km/h) | Adversaire Temps Vitesse (km/h) | Adversaire Temps Vitesse (km/h)                                   | Adversaire Temps Vitesse (km/h)                                       | Adversaire Temps Vitesse (km/h)                                 | Rang                           |
| ----------------------------------------------------- | --------------------------- | -------------------- | ------------- | ------------------------------- | ------------------------------- | ------------------------------- | ------------------------------- | ------------------------------- | ------------------------------- | ----------------------------------------------------------------- | --------------------------------------------------------------------- | --------------------------------------------------------------- | ------------------------------ |
| Harrie Lavreysen                                      | Vitesse individuelle hommes | 9 s 098 (79,225)     | 1er           | Dörnbach V 9 s 953 (72,340)     | Exempté                         | Helal V 9 s 902 (72,713)        | Exempté                         | Obara V 9 s 845 (73,134)        | Exempté                         | Rudyk V 9 s 720 (74,074) V 9 s 868 (72,963)                       | Carlin V 9 s 537 (75,495) V 9 s 767 (73,718)                          | Richardson V 9 s 578 (75,172) V 9 s 492 (75,853)                | Médaille d'or, Jeux olympiques |
| Jeffrey Hoogland                                      | Vitesse individuelle hommes | 9 s 293 (77,478)     | 6e            | Lendel V 9 s 933 (72,486)       | Exempté                         | Rudyk V 9 s 790 (73,544)        | Exempté                         | Awang V 9 s 772 (73,680)        | Exempté                         | Turnbull D 9 s 851 (73,680) V 9 s 774 (73,665) V 9 s 760 (73,770) | Richardson D 9 s 669 (74,689) D 9 s 790 (74,242)                      | Carlin D 9 s 853 (73,200) V 9 s 863 (73,000) D 9 s 721 (74,380) | 4e                             |
| Steffie van der Peet                                  | Vitesse individuelle femmes | 10 s 471 (68,709)    | 14e           | Clonan D 11 s 080 (65,574)      | Bao Verdugo V 11 s 155 (64,545) | Finucane D 11 s 330 (64,268)    | Mitchell D 10 s 916 (66,384)    | Éliminée                        | Éliminée                        | Éliminée                                                          | Éliminée                                                              | Éliminée                                                        | 14e                            |
| Hetty van de Wouw                                     | Vitesse individuelle femmes | 10 s 263 (70,155)    | 8e            | Gaxiola V 10 s 883 (66,158)     | Exemptée                        | Fulton V 10 s 769 (66,859)      | Exemptée                        | Gros V 10 s 732 (67,089)        | Exemptée                        | Capewell V 10 s 639 (67,676) V 10 s 672 (67,466)                  | Friedrich V 10 s 687 (67,372) D 10 s 771 (67,177) D 10 s 872 (67,158) | Finucane D 11 s 007 (66,852) D 10 s 789 (67,739)                | 4e                             |
| Harrie Lavreysen Jeffrey Hoogland Roy van den Berg    | Vitesse par équipes hommes  | 41 s 279 (65,409)    | 1er           | Canada V 41 s 191 (65,548)      | Non disputé                     | Non disputé                     | Non disputé                     | Non disputé                     | Non disputé                     | Non disputé                                                       | Non disputé                                                           | Finale A Grande-Bretagne V 40 s 949 (65,936)                    | Médaille d'or, Jeux olympiques |
| Steffie van der Peet Hetty van de Wouw Kyra Lamberink | Vitesse par équipes femmes  | 46 s 086 (58,586)    | 4e            | Chine V 45 s 798 (58,955)       | Non disputé                     | Non disputé                     | Non disputé                     | Non disputé                     | Non disputé                     | Non disputé                                                       | Non disputé                                                           | Finale B Allemagne D 45 s 690 (59,471)                          | 4e                             |

| Athlète              | Compétition | 1er tour | Repêchage | Quarts de finale | Demi-finale | Finale (1-6) ou classement (7-12)  |
| Athlète              | Compétition | Rang     | Rang      | Rang             | Rang        | Rang                               |
| -------------------- | ----------- | -------- | --------- | ---------------- | ----------- | ---------------------------------- |
| Harrie Lavreysen     | Hommes      | 1er      | -         | 1er              | 2e          | Médaille d'or, Jeux olympiques     |
| Jeffrey Hoogland     | Hommes      | 2e       | -         | 5e               | Éliminé     | Éliminé                            |
| Steffie van der Peet | Femmes      | 3e       | 2e        | 4e               | 4e          | Finale B 10e                       |
| Hetty van de Wouw    | Femmes      | 1re      | -         | 1re              | 1re         | Médaille d'argent, Jeux olympiques |

| Athlète              | Compétition | Scratch | Scratch | Course tempo | Course tempo | Élimination | Élimination | Course aux points | Course aux points | Total | Rang |
| Athlète              | Compétition | Points  | Rang    | Points       | Rang         | Points      | Rang        | Points            | Rang              | Total | Rang |
| -------------------- | ----------- | ------- | ------- | ------------ | ------------ | ----------- | ----------- | ----------------- | ----------------- | ----- | ---- |
| Jan-Willem van Schip | Hommes      | 34      | 4e      | 16           | 13e          | 1           | 21e         | 0                 | 15e               | 51    | 15e  |
| Maike van der Duin   | Femmes      | 34      | 4e      | 2            | 20e          | 28          | 7e          | 40                | 2e                | 106   | 6e   |

| Athlètes                          | Épreuve | Points | Tours | Rang                                |
| --------------------------------- | ------- | ------ | ----- | ----------------------------------- |
| Yoeri Havik Jan-Willem van Schip  | Hommes  | DSQ    | DSQ   | DSQ                                 |
| Lisa van Belle Maike van der Duin | Femmes  | 28     | 20    | Médaille de bronze, Jeux olympiques |

#### Route
| Athlète              | Compétition      | Temps           | Rang |
| -------------------- | ---------------- | --------------- | ---- |
| Daan Hoole           | Course en ligne  | 6 h 41 min 17 s | 72e  |
| Dylan van Baarle     | Course en ligne  | 6 h 23 min 16 s | 36e  |
| Mathieu van der Poel | Course en ligne  | 6 h 21 min 23 s | 12e  |
| Daan Hoole           | Contre-la-montre | 38 min 6 s 68   | 17e  |

| Athlète        | Compétition      | Temps          | Rang                               |
| -------------- | ---------------- | -------------- | ---------------------------------- |
| Ellen van Dijk | Course en ligne  | 4 h 8 min 14 s | 58e                                |
| Demi Vollering | Course en ligne  | 4 h 4 min 23 s | 34e                                |
| Marianne Vos   | Course en ligne  | 4 h 0 min 21 s | Médaille d'argent, Jeux olympiques |
| Lorena Wiebes  | Course en ligne  | 4 h 2 min 54 s | 11e                                |
| Ellen van Dijk | Contre-la-montre | 42 min 21 s 76 | 11e                                |
| Demi Vollering | Contre-la-montre | 41 min 29 s 80 | 5e                                 |

#### VTT
| Athlète       | Compétition | Temps           | Rang |
| ------------- | ----------- | --------------- | ---- |
| Puck Pieterse | Femmes      | 1 h 29 min 25 s | 4e   |
| Anne Terpstra | Femmes      | 1 h 31 min 35 s | 9e   |

### Équitation
| Athlète                                                 | Cheval                      | Compétition | Grand Prix | Grand Prix | Grand Prix Spécial | Grand Prix Spécial | Grand Prix Freestyle | Grand Prix Freestyle | Total   | Total   |
| Athlète                                                 | Cheval                      | Compétition | Points     | Rang       | Points             | Rang               | Points               | Rang                 | Points  | Rang    |
| ------------------------------------------------------- | --------------------------- | ----------- | ---------- | ---------- | ------------------ | ------------------ | -------------------- | -------------------- | ------- | ------- |
| Dinja van Liere                                         | Hermes                      | Individuel  | 77,764     | 2e         | Non disputé        | Non disputé        | 88,432               | 4e                   | 88,432  | 4e      |
| Emmelie Scholtens                                       | Indian Rock                 | Individuel  | 74,581     | 1re        | Non disputé        | Non disputé        | 81,750               | 11e                  | 81,750  | 11e     |
| Hans-Peter Minderhoud                                   | Toto Jr.                    | Individuel  | 72,578     | 3e         | Non disputé        | Non disputé        | Éliminé              | Éliminé              | Éliminé | Éliminé |
| Dinja van Liere Emmelie Scholtens Hans-Peter Minderhoud | Hermes Indian Rock Toto Jr. | Équipe      | 224,923    | 4e         | 221,048            | 4e                 | Non disputé          | Non disputé          | 221,048 | 4e      |

| Athlète                                          | Cheval                                        | Compétition | Qualification | Qualification | Qualification | Finale    | Finale   | Finale | Barrage     | Barrage     | Barrage                             |
| Athlète                                          | Cheval                                        | Compétition | Pénalités     | Temps         | Rang          | Pénalités | Temps    | Rang   | Pénalités   | Temps       | Rang                                |
| ------------------------------------------------ | --------------------------------------------- | ----------- | ------------- | ------------- | ------------- | --------- | -------- | ------ | ----------- | ----------- | ----------------------------------- |
| Harrie Smolders                                  | Uricas van de Kattevennen                     | Individuel  | 0             | 74 s 02       | 4e            | 6         | 85 s 75  | 14e    | Éliminé     | Éliminé     | Éliminé                             |
| Kim Emmen                                        | Imagine                                       | Individuel  | 0             | 75 s 33       | 9e            | 12        | 82 s 52  | 23e    | Éliminée    | Éliminée    | Éliminée                            |
| Maikel Van der Vleuten                           | Beauville Z                                   | Individuel  | 4             | 70 s 94       | 22e           | 0         | 82 s 06  | 1re    | 4           | 39 s 12     | Médaille de bronze, Jeux olympiques |
| Harrie Smolders Kim Emmen Maikel Van der Vleuten | Uricas van de Kattevennen Imagine Beauville Z | Équipe      | 8             | 233 s 31      | 5e            | 7         | 238 s 69 | 4e     | Non disputé | Non disputé | Non disputé                         |

| Athlète                                         | Cheval                             | Compétition | Dressage  | Dressage | Cross-country | Cross-country | Cross-country | Saut d'obstacles | Saut d'obstacles | Saut d'obstacles | Saut d'obstacles | Saut d'obstacles | Saut d'obstacles | Total     | Total |
| Athlète                                         | Cheval                             | Compétition | Dressage  | Dressage | Cross-country | Cross-country | Cross-country | Qualification    | Qualification    | Qualification    | Finale           | Finale           | Finale           | Total     | Total |
| Athlète                                         | Cheval                             | Compétition | Pénalités | Rang     | Pénalités     | Total         | Rang          | Pénalités        | Total            | Rang             | Pénalités        | Total            | Rang             | Pénalités | Rang  |
| ----------------------------------------------- | ---------------------------------- | ----------- | --------- | -------- | ------------- | ------------- | ------------- | ---------------- | ---------------- | ---------------- | ---------------- | ---------------- | ---------------- | --------- | ----- |
| Janneke Boonzaaijer                             | Champ de Tailleur                  | Individuel  | 31,90     | 29e      | 0,00          | 31,90         | 16e           | 0,00             | 31,90            | 10e              | 0,00             | 31,90            | 9e               | 31,90     | 9e    |
| Raf Kooremans                                   | Radar Love                         | Individuel  | 27,00     | 16e      | 5,60          | 32,60         | 18e           | 12,80            | 45,40            | 26e              | Éliminé          | Éliminé          | Éliminé          | Éliminé   | 26e   |
| Sanne de Jong                                   | Enjoy                              | Individuel  | 34,80     | 40e      | 48,20         | 83,00         | 53e           | 5,20             | 88,20            | 47e              | Éliminé          | Éliminé          | Éliminé          | Éliminé   | 47e   |
| Janneke Boonzaaijer Raf Kooremans Sanne de Jong | Champ de Tailleur Radar Love Enjoy | Équipe      | 93,70     | 9e       | 53,80         | 147,50        | 10e           | 18,00            | 165,50           | 10e              | Non disputé      | Non disputé      | Non disputé      | 165,50    | 10e   |

### Escrime
| Athlète       | Compétition       | 32e de finale         | 16e de finale       | 8e de finale        | Quarts de finale    | Demi-finale         | Finale              | Rang |
| Athlète       | Compétition       | Adversaire Résultat   | Adversaire Résultat | Adversaire Résultat | Adversaire Résultat | Adversaire Résultat | Adversaire Résultat | Rang |
| ------------- | ----------------- | --------------------- | ------------------- | ------------------- | ------------------- | ------------------- | ------------------- | ---- |
| Tristan Tulen | Épée individuelle | Vismara Défaite 11-15 | Éliminé             | Éliminé             | Éliminé             | Éliminé             | Éliminé             | 27e  |

### Golf
| Athlète      | Épreuve | 1er tour | 2e tour | 3e tour | 4e tour | Total | Total | Total |
| Athlète      | Épreuve | Points   | Points  | Points  | Points  | Total | Par   | Rang  |
| ------------ | ------- | -------- | ------- | ------- | ------- | ----- | ----- | ----- |
| Anne van Dam | Femmes  | 75       | 74      | 78      | 72      | 299   | +11   | T44   |

### Gymnastique

#### Gymnastique artistique
| Athlète          | Qualifications | Qualifications | Qualifications | Qualifications | Qualifications    | Qualifications | Qualifications | Qualifications | Finale        | Finale         | Finale        | Finale        | Finale            | Finale        | Finale        | Finale        |
| Athlète          | Agrès          | Agrès          | Agrès          | Agrès          | Agrès             | Agrès          | Total          | Rang           | Agrès         | Agrès          | Agrès         | Agrès         | Agrès             | Agrès         | Total         | Rang          |
| Athlète          | Sol            | Cheval d'arçon | Anneaux        | Saut           | Barres parallèles | Barre fixe     | Total          | Rang           | Sol           | Cheval d'arçon | Anneaux       | Saut          | Barres parallèles | Barre fixe    | Total         | Rang          |
| ---------------- | -------------- | -------------- | -------------- | -------------- | ----------------- | -------------- | -------------- | -------------- | ------------- | -------------- | ------------- | ------------- | ----------------- | ------------- | ------------- | ------------- |
| Jermain Grünberg | 13,533         | 11,800         | 13,000         | 13,833         | 13,000            | 11,766         | 76,932         | 43e            | Non qualifiés | Non qualifiés  | Non qualifiés | Non qualifiés | Non qualifiés     | Non qualifiés | Non qualifiés | Non qualifiés |
| Loran de Munck   | -              | 14,766         | -              | -              | 14,133            | -              | -              | -              | Non qualifiés | Non qualifiés  | Non qualifiés | Non qualifiés | Non qualifiés     | Non qualifiés | Non qualifiés | Non qualifiés |
| Frank Rijken     | 13,600         | 13,400         | 12,933         | 13,300         | 14,600            | 13,400         | 81,233         | 23e            | Non qualifiés | Non qualifiés  | Non qualifiés | Non qualifiés | Non qualifiés     | Non qualifiés | Non qualifiés | Non qualifiés |
| Casimir Schmidt  | 13,700         | 13,300         | 13,766         | 13,900         | 14,066            | 13,366         | 82,098         | 17e            | Non qualifiés | Non qualifiés  | Non qualifiés | Non qualifiés | Non qualifiés     | Non qualifiés | Non qualifiés | Non qualifiés |
| Martijn de Veer  | 13,333         | -              | 13,200         | 14,266         | -                 | 13,466         | -              | -              | Non qualifiés | Non qualifiés  | Non qualifiés | Non qualifiés | Non qualifiés     | Non qualifiés | Non qualifiés | Non qualifiés |
| Total            | 40,833         | 41,466         | 39,966         | 41,999         | 42,799            | 40,232         | 247,295        | 10e            | Non qualifiés | Non qualifiés  | Non qualifiés | Non qualifiés | Non qualifiés     | Non qualifiés | Non qualifiés | Non qualifiés |

| Athlète         | Compétition      | Qualifications                                     | Qualifications                                     | Qualifications                                     | Qualifications                                     | Qualifications                                     | Qualifications                                     | Qualifications                                     | Qualifications                                     | Finale | Finale         | Finale  | Finale | Finale            | Finale     | Finale | Finale |
| Athlète         | Compétition      | Agrès                                              | Agrès                                              | Agrès                                              | Agrès                                              | Agrès                                              | Agrès                                              | Total                                              | Rang                                               | Agrès  | Agrès          | Agrès   | Agrès  | Agrès             | Agrès      | Total  | Rang   |
| Athlète         | Compétition      | Sol                                                | Cheval d'arçon                                     | Anneaux                                            | Saut                                               | Barres parallèles                                  | Barre fixe                                         | Total                                              | Rang                                               | Sol    | Cheval d'arçon | Anneaux | Saut   | Barres parallèles | Barre fixe | Total  | Rang   |
| --------------- | ---------------- | -------------------------------------------------- | -------------------------------------------------- | -------------------------------------------------- | -------------------------------------------------- | -------------------------------------------------- | -------------------------------------------------- | -------------------------------------------------- | -------------------------------------------------- | ------ | -------------- | ------- | ------ | ----------------- | ---------- | ------ | ------ |
| Frank Rijken    | Concours général | Voir les résultats du concours général par équipes | Voir les résultats du concours général par équipes | Voir les résultats du concours général par équipes | Voir les résultats du concours général par équipes | Voir les résultats du concours général par équipes | Voir les résultats du concours général par équipes | Voir les résultats du concours général par équipes | Voir les résultats du concours général par équipes | 13,433 | 12,733         | 12,733  | 13,733 | 14,266            | 13,400     | 80,298 | 22e    |
| Casimir Schmidt | Concours général | Voir les résultats du concours général par équipes | Voir les résultats du concours général par équipes | Voir les résultats du concours général par équipes | Voir les résultats du concours général par équipes | Voir les résultats du concours général par équipes | Voir les résultats du concours général par équipes | Voir les résultats du concours général par équipes | Voir les résultats du concours général par équipes | 13,666 | 13,900         | 13,833  | 14,400 | 13,633            | 13,066     | 82,498 | 13e    |
| Loran de Munck  | Cheval d'arçons  | -                                                  | 14,766                                             | -                                                  | -                                                  | -                                                  | -                                                  | -                                                  | 8e                                                 | -      | 13,733         | -       | -      | -                 | -          | -      | 8e     |

| Athlète        | Qualifications | Qualifications      | Qualifications | Qualifications | Qualifications | Qualifications | Finale         | Finale              | Finale         | Finale         | Finale         | Finale         |
| Athlète        | Agrès          | Agrès               | Agrès          | Agrès          | Total          | Rang           | Agrès          | Agrès               | Agrès          | Agrès          | Total          | Rang           |
| Athlète        | Saut           | Barres asymétriques | Poutre         | Sol            | Total          | Rang           | Saut           | Barres asymétriques | Poutre         | Sol            | Total          | Rang           |
| -------------- | -------------- | ------------------- | -------------- | -------------- | -------------- | -------------- | -------------- | ------------------- | -------------- | -------------- | -------------- | -------------- |
| Tisha Volleman | 13,133         | 12,766              | 12,500         | 12,566         | 50,965         | 42e            | Non qualifiées | Non qualifiées      | Non qualifiées | Non qualifiées | Non qualifiées | Non qualifiées |
| Sanna Veerman  | 13,600         | 14,400              | -              | Forfait        | -              | -              | Non qualifiées | Non qualifiées      | Non qualifiées | Non qualifiées | Non qualifiées | Non qualifiées |
| Naomi Visser   | 13,233         | 14,266              | 13,300         | 12,233         | 53,032         | 21e            | Non qualifiées | Non qualifiées      | Non qualifiées | Non qualifiées | Non qualifiées | Non qualifiées |
| Lieke Wevers   | 13,300         | 12,566              | 13,366         | 12,300         | 51,532         | 32e            | Non qualifiées | Non qualifiées      | Non qualifiées | Non qualifiées | Non qualifiées | Non qualifiées |
| Sanne Wevers   | -              | -                   | 13,766         | -              | -              | -              | Non qualifiées | Non qualifiées      | Non qualifiées | Non qualifiées | Non qualifiées | Non qualifiées |
| Total          | 40,133         | 41,432              | 40,432         | 37,099         | 159,096        | 9e             | Non qualifiées | Non qualifiées      | Non qualifiées | Non qualifiées | Non qualifiées | Non qualifiées |

| Athlète      | Compétition      | Qualifications                                     | Qualifications                                     | Qualifications                                     | Qualifications                                     | Qualifications                                     | Qualifications                                     | Finale | Finale              | Finale | Finale | Finale | Finale |
| Athlète      | Compétition      | Agrès                                              | Agrès                                              | Agrès                                              | Agrès                                              | Total                                              | Rang                                               | Agrès  | Agrès               | Agrès  | Agrès  | Total  | Rang   |
| Athlète      | Compétition      | Saut                                               | Barres asymétriques                                | Poutre                                             | Sol                                                | Total                                              | Rang                                               | Saut   | Barres asymétriques | Poutre | Sol    | Total  | Rang   |
| ------------ | ---------------- | -------------------------------------------------- | -------------------------------------------------- | -------------------------------------------------- | -------------------------------------------------- | -------------------------------------------------- | -------------------------------------------------- | ------ | ------------------- | ------ | ------ | ------ | ------ |
| Naomi Visser | Concours général | Voir les résultats du concours général par équipes | Voir les résultats du concours général par équipes | Voir les résultats du concours général par équipes | Voir les résultats du concours général par équipes | Voir les résultats du concours général par équipes | Voir les résultats du concours général par équipes | 12,966 | 14,266              | 13,333 | 13,400 | 53,965 | 10e    |

### Handball
| Épreuve         | Premier tour          | Premier tour         | Premier tour           | Premier tour          | Premier tour           | Premier tour | Quart de finale        | Demi-finale         | Finale / MB         | Rang |
| Épreuve         | Adversaire Résultat   | Adversaire Résultat  | Adversaire Résultat    | Adversaire Résultat   | Adversaire Résultat    | Rang         | Adversaire Résultat    | Adversaire Résultat | Adversaire Résultat | Rang |
| --------------- | --------------------- | -------------------- | ---------------------- | --------------------- | ---------------------- | ------------ | ---------------------- | ------------------- | ------------------- | ---- |
| Tournoi féminin | Angola Victoire 34-31 | France Défaite 28-32 | Espagne Victoire 29-24 | Brésil Victoire 31-24 | Hongrie Victoire 30-26 | 2e           | Danemark Défaite 25-29 | Éliminées           | Éliminées           | 5e   |

Équipe féminine de handball :
- 6 - Laura van der Heijden
- 8 - Lois Abbingh
- 9 - Larissa Nüsser
- 12 - Bo van Wetering
- 14 - Judith van der Helm
- 16 - Tamara Haggerty
- 17 - Kim Molenaar
- 18 - Kelly Dulfer
- 26 - Angela Malestein
- 30 - Rinka Duijndam
- 38 - Yara ten Holte
- 44 - Nikita van der Vliet
- 48 - Dione Housheer
- 79 - Estavana Polman

### Hockey sur gazon
| Épreuve          | Phase éliminatoire          | Phase éliminatoire  | Phase éliminatoire      | Phase éliminatoire    | Phase éliminatoire   | Phase éliminatoire | Quart de finale        | Demi-finale          | Finale / MB                           | Rang                           |
| Épreuve          | Adversaire Résultat         | Adversaire Résultat | Adversaire Résultat     | Adversaire Résultat   | Adversaire Résultat  | Rang               | Adversaire Résultat    | Adversaire Résultat  | Adversaire Résultat                   | Rang                           |
| ---------------- | --------------------------- | ------------------- | ----------------------- | --------------------- | -------------------- | ------------------ | ---------------------- | -------------------- | ------------------------------------- | ------------------------------ |
| Tournoi masculin | Afrique du Sud Victoire 5-3 | France Victoire 4-0 | Grande-Bretagne Nul 2-2 | Allemagne Défaite 0-1 | Espagne Victoire 5-3 | 2e                 | Australie Victoire 2-0 | Espagne Victoire 4-0 | Allemagne Victoire 1-1 (3-1 t. a. b.) | Médaille d'or, Jeux olympiques |

Équipe masculine de hockey sur gazon :
- 2 - Jip Janssen : Défenseur
- 4 - Lars Balk : Défenseur
- 6 - Jonas de Geus : Milieu de terrain
- 7 - Thijs van Dam : Attaquant
- 8 - Thierry Brinkman  : Attaquant
- 9 - Seve van Ass : Milieu de terrain
- 10 - Jorrit Croon : Milieu de terrain
- 12 - Justen Blok : Défenseur
- 14 - Derck de Vilder : Milieu de terrain
- 16 - Floris Middendorp : Défenseur
- 19 - Tjep Hoedemakers : Attaquant
- 22 - Koen Bijen : Attaquant
- 23 - Joep de Mol : Défenseur
- 26 - Pirmin Blaak : Gardien
- 29 - Tijmen Reyenga : Défenseur
- 51 - Duco Telgenkamp : Attaquant
- 77 - Floris Wortelboer : Attaquant

| Épreuve         | Phase éliminatoire  | Phase éliminatoire     | Phase éliminatoire  | Phase éliminatoire    | Phase éliminatoire  | Phase éliminatoire | Quart de finale              | Demi-finale            | Finale / MB                       | Rang                           |
| Épreuve         | Adversaire Résultat | Adversaire Résultat    | Adversaire Résultat | Adversaire Résultat   | Adversaire Résultat | Rang               | Adversaire Résultat          | Adversaire Résultat    | Adversaire Résultat               | Rang                           |
| --------------- | ------------------- | ---------------------- | ------------------- | --------------------- | ------------------- | ------------------ | ---------------------------- | ---------------------- | --------------------------------- | ------------------------------ |
| Tournoi féminin | France Victoire 6-2 | Allemagne Victoire 2-1 | Chine Victoire 3-0  | Belgique Victoire 3-1 | Japon Victoire 5-1  | 1er                | Grande-Bretagne Victoire 3-1 | Argentine Victoire 3-0 | Chine Victoire 1-1 (3-1 t. a. b.) | Médaille d'or, Jeux olympiques |

Équipe féminine de hockey sur gazon :
- 1 - Anne Veenendaal : Gardienne
- 2 - Luna Fokke : Milieu de terrain
- 4 - Freeke Moes : Attaquante
- 5 - Lisa Post : Défenseur
- 7 - Xan de Waard  : Milieu de terrain
- 8 - Yibbi Jansen : Milieu de terrain
- 9 - Renée van Laarhoven : Défenseur
- 10 - Felice Albers : Milieu de terrain
- 11 - Maria Verschoor : Milieu de terrain
- 14 - Sanne Koolen : Défenseur
- 15 - Frédérique Matla : Attaquante
- 16 - Joosje Burg : Attaquante
- 17 - Marleen Jochems : Défenseur
- 18 - Pien Sanders : Défenseur
- 19 - Marijn Veen : Attaquante
- 20 - Laura Nunnink : Milieu de terrain

### Judo
| Athlète            | Catégorie       | 16e de finale         | 8e de finale               | Quart de finale         | Demi-finale         | Repêchage              | Finale / CB         | Rang |
| Athlète            | Catégorie       | Adversaire Résultat   | Adversaire Résultat        | Adversaire Résultat     | Adversaire Résultat | Adversaire Résultat    | Adversaire Résultat | Rang |
| ------------------ | --------------- | --------------------- | -------------------------- | ----------------------- | ------------------- | ---------------------- | ------------------- | ---- |
| Tornike Tsjakadoea | Moins de 60 kg  | Smetov Défaite 00-10  | Éliminé                    | Éliminé                 | Éliminé             | Éliminé                | Éliminé             | 17e  |
| Frank de Wit       | Moins de 81 kg  | Cumbo Victoire 10-00  | Makhmadbekov Défaite 00-01 | Éliminé                 | Éliminé             | Éliminé                | Éliminé             | 9e   |
| Noël van 't End    | Moins de 90 kg  | Macedo Défaite 00-10  | Éliminé                    | Éliminé                 | Éliminé             | Éliminé                | Éliminé             | 17e  |
| Michael Korrel     | Moins de 100 kg | Exempté               | Kostoev Victoire 01-00     | Turoboyev Défaite 00-11 | Non qualifié        | Paltchik Défaite 00-10 | Éliminé             | 7e   |
| Jelle Snippe       | Plus de 100 kg  | Krpálek Défaite 00-10 | Éliminé                    | Éliminé                 | Éliminé             | Éliminé                | Éliminé             | 17e  |

| Athlète             | Catégorie      | 16e de finale        | 8e de finale             | Quart de finale       | Demi-finale         | Repêchage              | Finale / CB           | Rang |
| Athlète             | Catégorie      | Adversaire Résultat  | Adversaire Résultat      | Adversaire Résultat   | Adversaire Résultat | Adversaire Résultat    | Adversaire Résultat   | Rang |
| ------------------- | -------------- | -------------------- | ------------------------ | --------------------- | ------------------- | ---------------------- | --------------------- | ---- |
| Julie Beurskens     | Moins de 57 kg | Starke Défaite 01-11 | Éliminée                 | Éliminée              | Éliminée            | Éliminée               | Éliminée              | 17e  |
| Joanne van Lieshout | Moins de 63 kg | Exemptée             | Kim Défaite 00-01        | Éliminée              | Éliminée            | Éliminée               | Éliminée              | 9e   |
| Sanne van Dijke     | Moins de 70 kg | Exemptée             | Samardžić Victoire 10-00 | Niizoe Victoire 01-00 | Matić Défaite 00-10 | -                      | Willems Défaite 00-01 | 5e   |
| Guusje Steenhuis    | Moins de 78 kg | Exemptée             | Pacut Victoire 01-00     | Lanir Défaite 00-10   | Non qualifiée       | Takayama Défaite 00-10 | Éliminée              | 7e   |
| Marit Kamps         | Plus de 78 kg  | Homan Victoire 10-00 | Hershko Défaite 00-10    | Éliminée              | Éliminée            | Éliminée               | Éliminée              | 9e   |

| Athlètes                                                                                          | 8e de finale        | Quart de finale     | Demi-finale         | Repêchage           | Finale / CB         | Rang |
| Athlètes                                                                                          | Adversaire Résultat | Adversaire Résultat | Adversaire Résultat | Adversaire Résultat | Adversaire Résultat | Rang |
| ------------------------------------------------------------------------------------------------- | ------------------- | ------------------- | ------------------- | ------------------- | ------------------- | ---- |
| Julie Beurskens Tornike Tsjakadoea Joanne van Lieshout Noël van 't End Marit Kamps Michael Korrel | Serbie Défaite 2-4  | Éliminés            | Éliminés            | Éliminés            | Éliminés            | 9e   |

### Natation
| Athlète(s)                                                      | Épreuve           | Séries        | Séries | Demi-finale  | Demi-finale | Finale        | Finale                              |
| Athlète(s)                                                      | Épreuve           | Temps         | Rang   | Temps        | Rang        | Temps         | Rang                                |
| --------------------------------------------------------------- | ----------------- | ------------- | ------ | ------------ | ----------- | ------------- | ----------------------------------- |
| Kenzo Simons                                                    | 50 m nage libre   | 22 s 15       | 27e    | Éliminé      | Éliminé     | Éliminé       | Éliminé                             |
| Renzo Tjon-A-Joe                                                | 50 m nage libre   | 22 s 10       | 23e    | Éliminé      | Éliminé     | Éliminé       | Éliminé                             |
| Sean Niewold                                                    | 100 m nage libre  | 48 s 82       | 23e    | Éliminé      | Éliminé     | Éliminé       | Éliminé                             |
| Kai van Westering                                               | 100 m dos         | 54 s 21       | 21e    | Éliminé      | Éliminé     | Éliminé       | Éliminé                             |
| Kai van Westering                                               | 200 m dos         | 1 min 58 s 99 | 23e    | Éliminé      | Éliminé     | Éliminé       | Éliminé                             |
| Caspar Corbeau                                                  | 100 m brasse      | 59 s 04       | 1er    | 59 s 24      | 5e          | 59 s 98       | 8e                                  |
| Arno Kamminga                                                   | 100 m brasse      | 59 s 39       | 4e     | 59 s 12      | 3e          | 59 s 32       | 6e                                  |
| Caspar Corbeau                                                  | 200 m brasse      | 2 min 9 s 78  | 4e     | 2 min 9 s 52 | 4e          | 2 min 7 s 90  | Médaille de bronze, Jeux olympiques |
| Arno Kamminga                                                   | 200 m brasse      | 2 min 10 s 53 | 8e     | Forfait      | Forfait     | Éliminé       | Éliminé                             |
| Nyls Korstanje                                                  | 100 m papillon    | 51 s 17       | 8e     | 50 s 59      | 4e          | 50 s 83       | 6e                                  |
| Nyls Korstanje Caspar Corbeau Kai van Westering Stan Pijnenburg | 4 × 100 m 4 nages | 3 min 31 s 80 | 4e     | Non disputé  | Non disputé | 3 min 32 s 52 | 8e                                  |

| Athlète(s)                                                         | Épreuve              | Séries        | Séries      | Demi-finale   | Demi-finale | Finale           | Finale                              |
| Athlète(s)                                                         | Épreuve              | Temps         | Rang        | Temps         | Rang        | Temps            | Rang                                |
| ------------------------------------------------------------------ | -------------------- | ------------- | ----------- | ------------- | ----------- | ---------------- | ----------------------------------- |
| Kim Busch                                                          | 50 m nage libre      | 24 s 87       | 18e         | Éliminée      | Éliminée    | Éliminée         | Éliminée                            |
| Valerie van Roon                                                   | 50 m nage libre      | 24 s 72       | 15e         | 24 s 67       | 12e         | Éliminée         | Éliminée                            |
| Marrit Steenbergen                                                 | 100 m nage libre     | 53 s 22       | 4e          | 52 s 86       | 5e          | 52 s 83          | 7e                                  |
| Kira Toussaint                                                     | 100 m dos            | 59 s 84       | 10e         | 1 min 0 s 37  | 14e         | Éliminée         | Éliminée                            |
| Maaike de Waard                                                    | 100 m dos            | 1 min 0 s 12  | 13e         | 1 min 0 s 22  | 13e         | Éliminée         | Éliminée                            |
| Tes Schouten                                                       | 100 m brasse         | 1 min 6 s 69  | 14e         | 1 min 6 s 55  | 10e         | Éliminée         | Éliminée                            |
| Tes Schouten                                                       | 200 m brasse         | 2 min 23 s 08 | 2e          | 2 min 22 s 74 | 3e          | 2 min 21 s 05    | Médaille de bronze, Jeux olympiques |
| Tessa Giele                                                        | 100 m papillon       | 57 s 89       | 15e         | 57 s 91       | 15e         | Éliminée         | Éliminée                            |
| Marrit Steenbergen                                                 | 200 m 4 nages        | 2 min 13 s 21 | 20e         | Éliminée      | Éliminée    | Éliminée         | Éliminée                            |
| Kim Busch Tessa Giele Marrit Steenbergen Sam van Nunen             | 4 × 100 m nage libre | 3 min 36 s 78 | 9e          | Non disputé   | Non disputé | Éliminées        | Éliminées                           |
| Imani de Jong Silke Holkenborg Janna van Kooten Marrit Steenbergen | 4 × 200 m nage libre | 7 min 57 s 58 | 12e         | Non disputé   | Non disputé | Éliminées        | Éliminées                           |
| Marrit Steenbergen Maaike de Waard Tes Schouten Tessa Giele        | 4 × 100 m 4 nages    | 3 min 57 s 48 | 8e          | Non disputé   | Non disputé | 3 min 59 s 52    | 8e                                  |
| Sharon van Rouwendaal                                              | 10 km en eau libre   | Non disputé   | Non disputé | Non disputé   | Non disputé | 2 h 3 min 34 s 2 | Médaille d'or, Jeux olympiques      |

| Athlète(s)                                                                                            | Épreuve           | Série         | Série | Finale        | Finale |
| Athlète(s)                                                                                            | Épreuve           | Temps         | Rang  | Temps         | Rang   |
| --- | ----------------- | ------------- | ----- | ------------- | ------ |
| Caspar Corbeau Marrit Steenbergen Nyls Korstanje Kira Toussaint Kai van Westering (s) Tessa Giele (s) | 4 × 100 m 4 nages | 3 min 43 s 60 | 4e    | 3 min 43 s 12 | 6e     |

### Natation artistique
| Athlètes                             | Compétition | Programmes | Programmes | Total    | Rang                                |
| Athlètes                             | Compétition | Technique  | Libre      | Total    | Rang                                |
| ------------------------------------ | ----------- | ---------- | ---------- | -------- | ----------------------------------- |
| Bregje de Brouwer Noortje de Brouwer | Duo         | 264,7066   | 293,6897   | 558,3963 | Médaille de bronze, Jeux olympiques |

### Plongeon
| Athlète          | Compétition     | Tour préliminaire | Tour préliminaire | Demi-finale | Demi-finale | Finale | Finale |
| Athlète          | Compétition     | Points            | Rang              | Points      | Rang        | Points | Rang   |
| ---------------- | --------------- | ----------------- | ----------------- | ----------- | ----------- | ------ | ------ |
| Else Praasterink | Haut-vol à 10 m | 281,60            | 15e               | 292,80      | 12e         | 250,35 | 12e    |

### Skateboard
| Athlète           | Compétition | Qualifications | Qualifications | Qualifications | Qualifications | Qualifications | Qualifications | Qualifications | Qualifications | Qualifications | Finale   | Finale   | Finale   | Finale   | Finale   | Finale   | Finale   | Finale   | Finale   |
| Athlète           | Compétition | Courses        | Courses        | Feintes        | Feintes        | Feintes        | Feintes        | Feintes        | Total          | Rang           | Courses  | Courses  | Feintes  | Feintes  | Feintes  | Feintes  | Feintes  | Total    | Rang     |
| Athlète           | Compétition | 1              | 2              | 1              | 2              | 3              | 4              | 5              | Total          | Rang           | 1        | 2        | 1        | 2        | 3        | 4        | 5        | Total    | Rang     |
| ----------------- | ----------- | -------------- | -------------- | -------------- | -------------- | -------------- | -------------- | -------------- | -------------- | -------------- | -------- | -------- | -------- | -------- | -------- | -------- | -------- | -------- | -------- |
| Roos Zwetsloot    | Femmes      | 49,50          | 71,60          | 83,61          | 0,00           | 0,00           | 0,00           | 78,50          | 233,71         | 10e            | Éliminée | Éliminée | Éliminée | Éliminée | Éliminée | Éliminée | Éliminée | Éliminée | Éliminée |
| Keet Oldenbeuving | Femmes      | 64,61          | 48,40          | 0,00           | 72,69          | 73,48          | 0,00           | 0,00           | 210,78'        | 15e            | Éliminée | Éliminée | Éliminée | Éliminée | Éliminée | Éliminée | Éliminée | Éliminée | Éliminée |

### Tennis
| Joueurs           | Compétition | 32e de finale                  | 16e de finale             | 8e de finale        | Quarts de finale    | Demi-finale         | Finale / MB         | Rang |
| Joueurs           | Compétition | Adversaire Résultat            | Adversaire Résultat       | Adversaire Résultat | Adversaire Résultat | Adversaire Résultat | Adversaire Résultat | Rang |
| ----------------- | ----------- | ------------------------------ | ------------------------- | ------------------- | ------------------- | ------------------- | ------------------- | ---- |
| Tallon Griekspoor | Hommes      | P. Tsitsipás Victoire 6-2, 6-3 | Alcaraz Défaite 1-6, 6-73 | Éliminé             | Éliminé             | Éliminé             | Éliminé             | 17e  |
| Robin Haase       | Hommes      | Ofner Défaite 5-7, 2-6         | Éliminé                   | Éliminé             | Éliminé             | Éliminé             | Éliminé             | 33e  |
| Arantxa Rus       | Femmes      | Gadecki Victoire 6-4, 6-1      | Zheng Défaite 2-6, 4-6    | Éliminée            | Éliminée            | Éliminée            | Éliminée            | 17e  |

| Joueurs                          | Compétition | 16e de finale                           | 8e de finale                               | Quarts de finale                            | Demi-finale                         | Finale / MB                                   | Rang |
| Joueurs                          | Compétition | Adversaires Résultat                    | Adversaires Résultat                       | Adversaires Résultat                        | Adversaires Résultat                | Adversaires Résultat                          | Rang |
| -------------------------------- | ----------- | --------------------------------------- | ------------------------------------------ | ------------------------------------------- | ----------------------------------- | --------------------------------------------- | ---- |
| Tallon Griekspoor Wesley Koolhof | Hommes      | Fucsovics / Marozsán Victoire 6-2, 6-3  | Alcaraz / Nadal Défaite 4-6, 7-62, 2-10    | Éliminés                                    | Éliminés                            | Éliminés                                      | 9e   |
| Jean-Julien Rojer Robin Haase    | Hommes      | Etcheverry / Navone Victoire 7-63, 7-64 | Fritz / Paul Défaite 3-6, 4-6              | Éliminés                                    | Éliminés                            | Éliminés                                      | 9e   |
| Arantxa Rus Demi Schuurs         | Femmes      | Garcia / Parry Défaite 7-22, 3-6, 4-10  | Éliminées                                  | Éliminées                                   | Éliminées                           | Éliminées                                     | 17e  |
| Demi Schuurs Wesley Koolhof      | Mixte       | Non disputé                             | Sákkari / S. Tsitsipás Victoire 6-4, 7-63, | Errani / Vavassori Victoire 6-74, 6-3, 11-9 | Wang / Zhang Défaite 6-2, 4-6, 4-10 | Dabrowski / Auger-Aliassime Défaite 3-6, 6-72 | 4e   |

### Tennis de table
| Athlète       | Compétition | 32e de finale          | 16e de finale          | 8e de finale           | Quart de finale        | Demi-finale            | Finale / MB            | Rang |
| Athlète       | Compétition | Adversaire(s) Résultat | Adversaire(s) Résultat | Adversaire(s) Résultat | Adversaire(s) Résultat | Adversaire(s) Résultat | Adversaire(s) Résultat | Rang |
| ------------- | ----------- | ---------------------- | ---------------------- | ---------------------- | ---------------------- | ---------------------- | ---------------------- | ---- |
| Britt Eerland | Simple      | Exemptée               | Goda Victoire 4-0      | Matelová Victoire 4-3  | Chen Défaite 1-4       | Éliminée               | Éliminée               | 9e   |

### Tir à l'arc
| Athlète              | Compétition | Tour préliminaire | Tour préliminaire | 32e de finale          | 16e de finale       | 8e de finale        | Quart de finale     | Demi-finale         | Finale / MB         | Rang |
| Athlète              | Compétition | Points            | Rang              | Adversaire Résultat    | Adversaire Résultat | Adversaire Résultat | Adversaire Résultat | Adversaire Résultat | Adversaire Résultat | Rang |
| -------------------- | ----------- | ----------------- | ----------------- | ---------------------- | ------------------- | ------------------- | ------------------- | ------------------- | ------------------- | ---- |
| Steve Wijler         | Hommes      | 668               | 23e               | Dror Victoire 6-2      | Tümer Défaite 2-6   | Éliminé             | Éliminé             | Éliminé             | Éliminé             | 17e  |
| Quinty Roeffen       | Femmes      | 625               | 55e               | Straka Victoire 6-4    | Kumari Défaite 2-6  | Éliminée            | Éliminée            | Éliminée            | Éliminée            | 17e  |
| Gaby Schloesser      | Femmes      | 649               | 35e               | Barbelin Défaite 2-6   | Éliminée            | Éliminée            | Éliminée            | Éliminée            | Éliminée            | 33e  |
| Laura van der Winkel | Femmes      | 623               | 59e               | Choirunisa Défaite 1-7 | Éliminée            | Éliminée            | Éliminée            | Éliminée            | Éliminée            | 33e  |

| Athlète(s)                                          | Compétition | Tour préliminaire | Tour préliminaire | 8e de finale         | Quart de finale      | Demi-finale              | Finale / MB          | Rang |
| Athlète(s)                                          | Compétition | Points            | Rang              | Adversaires Résultat | Adversaires Résultat | Adversaires Résultat     | Adversaires Résultat | Rang |
| --------------------------------------------------- | ----------- | ----------------- | ----------------- | -------------------- | -------------------- | ------------------------ | -------------------- | ---- |
| Quinty Roeffen Gaby Schloesser Laura van der Winkel | Femmes      | 1 897             | 12e               | France Victoire 6-0  | Inde Victoire 6-0    | Corée du Sud Défaite 4-5 | Mexique Défaite 2-6  | 4e   |
| Steve Wijler Gaby Schloesser                        | Mixte       | 1 317             | 17e               | Éliminés             | Éliminés             | Éliminés                 | Éliminés             | 17e  |

### Triathlon
| Athlète        | Compétition | Natation (1,5 km) | Transition 1 | Vélo (40 km) | Transition 2 | Course (10 km) | Temps total     | Rang |
| -------------- | ----------- | ----------------- | ------------ | ------------ | ------------ | -------------- | --------------- | ---- |
| Mitch Kolkman  | Hommes      | 20 min 39 s       | 46 s         | 51 min 58 s  | 27 s         | 33 min 31 s    | 1 h 47 min 21 s | 26e  |
| Richard Murray | Hommes      | 22 min 43 s       | 50 s         | 54 min 48 s  | 23 s         | 32 min 11 s    | 1 h 50 min 55 s | 44e  |
| Maya Kingma    | Femmes      | 22 min 20 s       | 59 s         | 58 min 25 s  | 27 s         | 34 min 42 s    | 1 h 56 min 53 s | 7e   |
| Rachel Klamer  | Femmes      | 23 min 30 s       | 1 min 0 s    | 58 min 15 s  | 29 s         | 34 min 25 s    | 1 h 57 min 39 s | 14e  |

| Athlète        | Natation (300 m) | Transition 1 | Vélo (8 km) | Transition 2 | Course (2 km) | Temps (athlète) | Rang |
| -------------- | ---------------- | ------------ | ----------- | ------------ | ------------- | --------------- | ---- |
| Mitch Kolkman  | 4 min 17 s       | 1 min 1 s    | 9 min 35 s  | 22 s         | 5 min 3 s     | 20 min 18 s     | -    |
| Maya Kingma    | 4 min 59 s       | 1 min 14 s   | 10 min 26 s | 25 s         | 5 min 55 s    | 22 min 59 s     | -    |
| Richard Murray | 4 min 43 s       | 1 min 2 s    | 9 min 37 s  | 25 s         | 5 min 15 s    | 21 min 2 s      | -    |
| Rachel Klamer  | 5 min 11 s       | 1 min 12 s   | 10 min 34 s | 27 s         | 5 min 54 s    | 23 min 18 s     | -    |
| Total          | -                | -            | -           | -            | -             | 1 h 27 min 37 s | 10e  |

### Voile
Nota : le résultat barré est le plus mauvais de l’athlète concerné. Il n’est pas pris en compte dans le total.
| Athlètes           | Compétition | Régates | Régates | Régates | Régates | Régates | Régates | Régates | Régates | Régates | Régates | Régates | Régates | Régates | Régates | Régates    | Régates | Quart de finale | Demi-finale | Finale   | Classement final                    |
| Athlètes           | Compétition | 1       | 2       | 3       | 4       | 5       | 6       | 7       | 8       | 9       | 10      | 11      | 12      | 13      | 14      | Points net | Rang    | Quart de finale | Demi-finale | Finale   | Classement final                    |
| ------------------ | ----------- | ------- | ------- | ------- | ------- | ------- | ------- | ------- | ------- | ------- | ------- | ------- | ------- | ------- | ------- | ---------- | ------- | --------------- | ----------- | -------- | ----------------------------------- |
| Luuc van Opzeeland | Hommes      | 25      | 9       | 2       | 1       | 6       | 1       | 3       | 24      | 11      | 14      | 16      | 1       | 6       | -       | 70         | 5e      | 1er             | 1er         | 3e       | Médaille de bronze, Jeux olympiques |
| Sara Wennekes      | Femmes      | 10,3    | 12      | 21      | 15      | 4       | 10      | 19      | 16      | 8       | 15      | 20      | 12      | 17      | 16      | 154,3      | 16e     | Éliminée        | Éliminée    | Éliminée | 16e                                 |

| Athlète           | Compétition  | Régates | Régates | Régates | Régates | Régates | Régates | Régates    | Régates | Demi-finale | Demi-finale | Demi-finale | Demi-finale | Demi-finale | Demi-finale | Finale | Finale | Finale | Finale | Finale | Finale | Classement final                    |
| Athlète           | Compétition  | 1       | 2       | 3       | 4       | 5       | 6       | Points net | Rang    | 1           | 2           | 3           | 4           | 5           | 6           | 1      | 2      | 3      | 4      | 5      | 6      | Classement final                    |
| ----------------- | ------------ | ------- | ------- | ------- | ------- | ------- | ------- | ---------- | ------- | ----------- | ----------- | ----------- | ----------- | ----------- | ----------- | ------ | ------ | ------ | ------ | ------ | ------ | ----------------------------------- |
| Annelous Lammerts | Formula Kite | 14      | 4       | 5       | 5       | 7       | 2       | 23         | 4e      | 1re         | Exemptée    | Exemptée    | Exemptée    | Exemptée    | Exemptée    | 4      | 2      | -      | -      | -      | -      | Médaille de bronze, Jeux olympiques |

| Athlètes                           | Compétition           | Régates | Régates | Régates | Régates | Régates | Régates | Régates | Régates | Régates | Régates | Régates | Régates | Régates | Total net | Classement final               |
| Athlètes                           | Compétition           | 1       | 2       | 3       | 4       | 5       | 6       | 7       | 8       | 9       | 10      | 11      | 12      | CM      | Total net | Classement final               |
| ---------------------------------- | --------------------- | ------- | ------- | ------- | ------- | ------- | ------- | ------- | ------- | ------- | ------- | ------- | ------- | ------- | --------- | ------------------------------ |
| Duko Bos                           | Laser (hommes)        | 1       | 20      | 29      | 27      | 14      | 16      | 4       | 28      | -       | -       | -       | -       | El.     | 110       | 15e                            |
| Bart Lambriex Floris van de Werken | 49er (hommes)         | 13      | 1       | 7       | 16      | 7       | 11      | 19      | 6       | 7       | 13      | 1       | 13      | 14      | 99        | 6e                             |
| Marit Bouwmeester                  | Laser Radial (femmes) | 4       | 1       | 2       | 4       | 2       | 3       | 3       | 11      | 20      | -       | -       | -       | 8       | 38        | Médaille d'or, Jeux olympiques |
| Odile van Aanholt Annette Duetz    | 49er FX (femmes)      | 5       | 1       | 1       | 10      | 8       | 5       | 19      | 3       | 2       | 15      | 4       | 14      | 6       | 74        | Médaille d'or, Jeux olympiques |
| Bjarne Bouwer Laila van der Meer   | Nacra 17 (mixte)      | 4       | 20      | 9       | 7       | 8       | 8       | 6       | 7       | 2       | 3       | 11      | 5       | 8       | 78        | 6e                             |

### Volley-ball

#### Volleyball de plage
| Athlètes                           | Compétition      | Tour préliminaire                                 | Tour préliminaire                             | Tour préliminaire                            | Tour préliminaire | 8e de finale                                         | Quart de finale                       | Demi-finale          | Finale / MB          | Rang |
| Athlètes                           | Compétition      | Adversaires Résultat                              | Adversaires Résultat                          | Adversaires Résultat                         | Rang              | Adversaires Résultat                                 | Adversaires Résultat                  | Adversaires Résultat | Adversaires Résultat | Rang |
| ---------------------------------- | ---------------- | ------------------------------------------------- | --------------------------------------------- | -------------------------------------------- | ----------------- | ---------------------------------------------------- | ------------------------------------- | -------------------- | -------------------- | ---- |
| Stefan Boermans Yorick de Groot    | Tournoi masculin | Herrera / Gavira Victoire 21-15, 21-15            | Evans / Budinger Victoire 21-13, 21-15        | Krou / Gauthier-Rat Victoire 21-15, 21-16    | 1er               | Perušič / Schweiner Victoire 21-18, 21-16            | Ehlers / Wickler Défaite 20-22, 15-21 | Éliminés             | Éliminés             | 5e   |
| Matthew Immers Steven van de Velde | Tournoi masculin | Ranghieri / Carambula Défaite 20-22, 21-19, 13-15 | M. Grimalt / E. Grimalt Victoire 21-19, 21-16 | Mol / Sørum Défaite 16-21, 19-21             | 2e                | Evandro / Lanci Défaite 16-21, 16-21                 | Éliminés                              | Éliminés             | Éliminés             | 9e   |
| Katja Stam Raïsa Schoon            | Tournoi féminin  | Paulikienė / Raupelytė Victoire 21-19, 21-17      | Uchida / Ishii Victoire 21-16, 21-14          | Salgado / Seixas Défaite 21-16, 17-21, 17-19 | 2e                | Álvarez Mendoza / Moreno Défaite 21-18, 19-21, 13-15 | Éliminées                             | Éliminées            | Éliminées            | 9e   |

#### En salle
| Épreuve         | Phase de poules     | Phase de poules     | Phase de poules                    | Phase de poules | Quart de finale     | Demi-finale         | Finale / MB         | Rang |
| Épreuve         | Adversaire Résultat | Adversaire Résultat | Adversaire Résultat                | Rang            | Adversaire Résultat | Adversaire Résultat | Adversaire Résultat | Rang |
| --------------- | ------------------- | ------------------- | ---------------------------------- | --------------- | ------------------- | ------------------- | ------------------- | ---- |
| Tournoi féminin | Turquie Défaite 2-3 | Italie Défaite 0-3  | République dominicaine Défaite 1-3 | 4e              | Éliminées           | Éliminées           | Éliminées           | 10e  |

Équipe féminine de volley-ball :
- 4 - Celeste Plak : Centrale
- 5 - Jolien Knollema : Réceptionneuse-attaquante
- 7 - Juliët Lohuis : Défenseur
- 10 - Sarah van Aalen : Passeuse
- 11 - Anne Buijs : Réceptionneuse-attaquante
- 12 - Britt Bongaerts : Passeuse
- 16 - Indy Baijens : Défenseur
- 18 - Marrit Jasper : Réceptionneuse-attaquante
- 19 - Nika Daalderop  : Réceptionneuse-attaquante
- 23 - Eline Timmerman : Défenseur
- 25 - Florien Reesink : Libéro
- 26 - Elles Dambrink : Centrale
- 33 - Nova Marring : Réceptionneuse-attaquante

### Water-polo
| Épreuve         | Tour préliminaire     | Tour préliminaire    | Tour préliminaire         | Tour préliminaire     | Tour préliminaire | Quart de finale      | Demi-finale             | Finale / MB               | Rang                                |
| Épreuve         | Adversaire Résultat   | Adversaire Résultat  | Adversaire Résultat       | Adversaire Résultat   | Rang              | Adversaire Résultat  | Adversaire Résultat     | Adversaire Résultat       | Rang                                |
| --------------- | --------------------- | -------------------- | ------------------------- | --------------------- | ----------------- | -------------------- | ----------------------- | ------------------------- | ----------------------------------- |
| Tournoi féminin | Hongrie Victoire 10-8 | Chine Victoire 15-11 | Australie Défaite 14-15 P | Canada Victoire 20-11 | 2e                | Italie Victoire 11-8 | Espagne Défaite 18-19 P | États-Unis Victoire 11-10 | Médaille de bronze, Jeux olympiques |

Équipe féminine de water-polo :
- 1 - Laura Aarts : Gardienne
- 2 - Iris Wolves : Avant centre
- 3 - Brigitte Sleeking : Défenseur
- 4 - Sabrina van der Sloot  : Défenseur
- 5 - Maartje Keuning : Ailier
- 6 - Simone van de Kraats : Ailier
- 7 - Bente Rogge : Arrière centre
- 8 - Vivian Sevenich : Avant centre
- 9 - Kittylynn Joustra : Avant centre
- 10 - Lieke Rogge : Défenseur
- 11 - Lola Moolhuijzen : Défenseur
- 12 - Nina ten Broek : Arrière centre
- 13 - Sarah Buis : Gardienne